# Johan Liljencrantz den yngre
Johan Liljencrantz, född den 11 augusti 1835 i Stockholm, död den 2 februari 1870 i Stockholm, var en svensk greve, militär, hovman och politiker.
Johan Liljencrantz var son till landshövdingen greve Gustaf Fredrik Liljencrantz och friherrinnan Johanna Stjernstedt.

## Vid hovet
Liljencrantz blev 1854 underlöjtnant vid Svea livgarde, där han 1863 avancerade till kapten, och 1864 till adjutant hos Karl XV samt kammarherre hos drottning Lovisa. Ett förhållande av intim förtrolighet och vänskap förenade många år kungen och Liljencrantz, vilken redan 1859 blivit hans ordonnansofficer samt som en av kungens förnämsta "gunstlingar" ansågs ha de mest lysande utsikter till hastiga och förmånliga avancemang vid armén och hovet. Men en brytning med kungen föranledde Liljencrantz att helt tvärt 1866 ta avsked från militär- och hovtjänsten. Vid Liljencrantz dödsbädd kom dock en försoning till stånd.
Liljencrantz hade emellertid redan förutsett avsked från hovet och i slutet av 1864 blivit verkställande direktör och ordförande i den då grundade Industrikreditbanken i Stockholm, men ägnade sig därefter huvudsakligen åt finansiell verksamhet och offentliga värv.

## I politiken
Genast vid inträdet i den politiska myndighetsåldern deltagande i riddarhusets överläggningar (riksdagen 1860), slöt sig Liljencrantz där till den yngre oppositionen mot junkerpartiet, blev 1865 medlem av bankoutskottet samt uppträdde med värme och talang för representationsreformen, bland vars förnämsta motståndare fadern var.
Under debatten tillkännagav Liljencrantz sig vara "en vän af folkväldet i den bemärkelse, att folket med de inom detsamma lefvande, i civilisationens tjänst arbetande krafterna skulle bli härskande och styrande". Folkväldet vore, enligt hans övertygelse, ett intresse och en tendens, som ägde en framtid.
Skarpskytterörelsen omfattades av Liljencrantz med ett livligt intresse, och han blev bataljonschef vid Stockholms skarpskyttekår samt medlem av föreningens styrelse. Vid huvudstadens första val till Andra kammaren, 1866, underlät icke valmännen att taga i anspråk den genom sin frisinthet och självständighet populäre Liljencrantz begåvning och intresse, liksom de redan 1865 invalt honom i kommunalrepresentationen.
I Andra kammaren, som han tillhörde till sin död, skapade sig Liljencrantz som var en skarp och klar debattör, snart en position och därutanför ett mycket bemärkt namn som politiker i oppositionell riktning i synnerhet genom ett ihärdigt, mången gång bittert, men ännu oftare med bitterhet mött uppträdande i finansfrågor, särskilt som kritiker av statsbudgeten. Han var medlem av konstitutionsutskottet riksdagarna 1868-69.
En något romantiserad skildring av Liljencrantz som anhängare av representationsreformen och som skarpskyttevän förekommer i Strindbergs "Nya riket", kapitlet "Illusionernas dagar".
Johan Liljencrantz är begravd på Norra begravningsplatsen utanför Stockholm.